# Hajdukovo
Hajdukovo (Hongaars: Hajdújárás) is een dorp in de gemeente Subotica in de provincie Vojvodina in Servië. De bevolking van 2482 mensen (2002 census) waarvan de meerderheid uit Hongaren bestaat.